# Sex Power
Sex Power는 그리스의 음악가 반젤리스의 앨범이다.

## 트랙 목록
1. "1ére partie" – 17:00
2. "2éme partie" – 17:27